# Hlaing-bwe
Hlaing-bwe és un riu de Myanmar que neix a la part nord de la serralada Dawna i corre al sud durant més de 190 km fins que s'uneix al Haung-tharaw prop a Gyaing; uns 65 km més avall s'uneix al Da-gyaing, formant el Gyaing que desaigua al Salwin a Maulmain. El riu és navegable fins una mica més avall del poble de Hlaing-bwe, que li dona nom, on un grup de roques impedeixen el pas.